# Ishum
Ishum es un dios menor en la mitología acadia, hermano de Shamash y consejero  de Erra y los sebitti. Pudo haber sido un dios del fuego y experto en armas y, según los textos, dirigía a los dioses a la guerra como heraldo, aunque, en general, era considerado benevolente. 
Ishum es conocido sobre todo por la epopeya babilónica de Erra e Ishum (escrita entre el 1000 a. C.-800 a. C.). Allí, Ishum es el sabio ministro de la ciudad, que hace recapacitar a Erra cuando estaba a punto de destruir Babilonia. 
Se desarrolló a partir del dios heraldo Endursaga, de la mitología sumeria. 